# Bẫy (phim)
Bẫy (tên tiếng Anh: Trap) là một bộ phim điện ảnh Mỹ thuộc thể loại tâm lý – giật gân do M. Night Shyamalan làm đạo diễn, viết kịch bản và đồng sản xuất. Với sự tham gia diễn xuất của các diễn viên gồm Josh Hartnett, Ariel Donoghue, Saleka Shyamalan, Hayley Mills và Alison Pill, tác phẩm theo chân Cooper Adams, một người lính cứu hỏa cùng cô con gái tham dự một buổi hòa nhạc, nhưng rồi nhận ra họ đang mắc kẹt trong một âm mưu tăm tối và đáng sợ.
Phim được Warner Bros. Pictures phát hành tại Mỹ vào ngày 2 tháng 8 năm 2024 và tại Việt Nam vào ngày 9 tháng 8 cùng năm.

## Nội dung
Cooper Adams là một lính cứu hỏa thực chất là một tên sát nhân hàng loạt, đang cùng con gái của mình tham dự buổi ca nhạc của ca sĩ Lady Raven. Tuy nhiên, đây lại là một sự kiện mà anh nhận ra rằng đó là một cái bẫy được cảnh sát dựng lên để bắt mình.

## Diễn viên
- Josh Hartnett thủ vai Cooper
- Ariel Donoghue thủ vai Riley
- Saleka Shyamalan thủ vai Lady Raven
- Hayley Mills
- Alison Pill
- Marnie McPhail
- Vanessa Smythe

## Phát hành
Bẫy được công chiếu tại Hoa Kỳ vào ngày 2 tháng 8, 2024 và do Warner Bros. Picture phân phối. Đây là bộ phim thứ hai của Shyamalan được phân phối bởi hãng phim này sau Lady in the Water (2006), đánh dấu cho sự kiện nhà làm phim tạm dừng hợp tác với hãng phim Universal Pictures, công ty đã từng phân phối liên tiếp năm bộ phim gần đây của ông. Universal ban đầu dự định sẽ phát hành bộ phim vào ngày 5 tháng 4, 2024. Tuy nhiên, vào năm 2023, Warner Bros. đã mua lại và đẩy lùi lịch chiếu phim sang ngày 2 tháng 8, 2024. Vào năm 2024, họ đã trì hoãn ngày công chiếu của phim thành ngày 9 tháng 8 và không lâu sau đó, hãng phim đã đẩy bộ phim công chiếu sớm hơn một tuần như dự định cũ là 2 tháng 8.